# 高瀨藩
高瀨藩（日语：／ Takase-han */?），又稱肥後新田藩（日语：／ Higo-Shindenhan */?）或熊本新田藩（日语：／ Kumamoto-Shindenhan */?），為日本肥後國玉名郡高瀨的藩，寬文6年7月21日創藩（1666年8月21日），明治3年9月4日（1870年9月28日）廢藩，原本是熊本藩的一部分，石高是35,000石，藩廳是高瀨藩陣屋。

## 歷史
寬文6年7月21日（1666年8月21日），細川利重獲其兄熊本藩藩主細川綱利新田分知35,000石，均為藏米知行，不設知行地，藩主也是定府，因此反過來當藩主到訪熊本時會前往設於鹽屋町的出府所。最初的江戶藩邸上屋敷位於辰之口東，始於寬文6年（1666年）7月，元祿11年11月18日（1698年12月19日）轉移至芝新堀端，正德3年9月19日（1713年11月6日）被收回，享保5年5月13日（1720年6月18日）拜領鐵砲洲上屋敷。
本所中之鄉中屋敷相對替自正德3年5月30日（1713年6月22日），天明4年10月10日（1784年11月22日）部分轉移至拜領於元文4年12月25日（1740年1月23日）的鐵砲洲中屋敷後改作下屋敷，元治年間（1864年至1865年）或以前又拜領深川元町中屋敷。本所大川端下屋敷拜領自天和年間（1681年至1684年）或以前，元祿13年12月21日（1701年1月29日）轉移至南本所小名木川端，南本所小名木川端下屋敷在正德3年5月30日部分相對替至本所中之鄉中屋敷，元文4年12月25日又相對替至鐵砲洲中屋敷。另外，大崎村抱屋敷先後在享保10年12月27日（1726年1月29日）、享保11年3月13日（1726年4月14日）以及享保13年2月29日（1728年4月8日）分三次被收回。此外，藏屋敷則位於堂島新地三丁目。
慶應3年（1867年），鐵砲洲成為外國人居留地，中之鄉的藩邸變成本邸。慶應4年3月14日（1868年4月6日），為了從江戶避難，藩主細川利永包了一艘荷蘭船前往熊本藩邸所在地京都壬生，並且停留於地藏院。利永在向當時行幸至大坂的天皇宣誓勤王後，也獲新政府軍批准其返回熊本藩。同年4月，利永重返熊本藩，其後在7月29日（9月15日）進駐玉名郡高瀨町奉行屋敷。同年10月，在高瀨西北面岩崎村的岩崎原約10町（約0.1平方公里）田地範圍內興建陣屋，並且在四周興建297戶住宅。明治2年（1869年）11月，高瀨藩奉命與宇土藩一同在大原口戒備。明治3年5月26日（1870年6月24日），住處從高瀨轉移至岩崎。同年9月4日（9月28日），利永奉命前往東京定居，家臣交予熊本藩，自此廢藩。

## 歷任藩主
| 家名   | 家格         | 名稱     | 石高     |
| ------ | ------------ | -------- | -------- |
| 細川家 | 外樣（定府） | 細川利重 | 35,000石 |
| 細川家 | 外樣（定府） | 細川利昌 | 35,000石 |
| 細川家 | 外樣（定府） | 細川利恭 | 35,000石 |
| 細川家 | 外樣（定府） | 細川利寬 | 35,000石 |
| 細川家 | 外樣（定府） | 細川利致 | 35,000石 |
| 細川家 | 外樣（定府） | 細川利庸 | 35,000石 |
| 細川家 | 外樣（定府） | 細川利國 | 35,000石 |
| 細川家 | 外樣（定府） | 細川利愛 | 35,000石 |
| 細川家 | 外樣（定府） | 細川利用 | 35,000石 |
| 細川家 | 外樣 陣屋    | 細川利永 | 35,000石 |

## 註解
1. ↑  高瀨現為熊本縣玉名市高瀨（日语：高瀬町 (熊本県)）[1]。
2. ↑  鹽屋町現為熊本縣熊本市中央區新町2丁目[5][6]
3. ↑  現行對應地名如下：
  - 辰之口現為東京都千代田區丸之內1丁目內[8]
  - 芝新堀端現為東京都港區南麻布2至3丁目的古川沿岸一帶[8]。
  - 鐵砲洲上屋敷現在位於東京都中央區明石町6-23[9]。
4. ↑  現行對應地名如下：
  - 鐵砲洲中屋敷現在位於中央區湊3-9[11]。
  - 本所中之鄉中屋敷現在位於東京都墨田區吾妻橋3-15[11]。
  - 深川元町中屋敷現在位於東京都江東區常盤1丁目一帶[8][10]。
  - 本所大川端現為東京都隅田川下游從吾妻橋延伸的以西沿岸，尤其指兩國橋（日语：両国橋）至新大橋（日语：新大橋）一帶[8]。
  - 大崎村（日语：大崎町 (東京府)）現為東京都品川區上大崎和東五反田一帶[8]。
  - 堂島新地三丁目現為大阪府大阪市北區堂島濱（日语：堂島浜）1至2丁目[12]。
5. ↑  岩崎村現為玉名市岩崎（日语：弥富村 (熊本県)）[1]。